# Walter Taibo
Walter Taibo Martínez (Montevideo, 7 de marzo de 1931 - Montevideo, 10 de enero de 2021) fue un futbolista y entrenador uruguayo que jugaba como arquero. Con Peñarol obtuvo la Copa Libertadores 1966, la Copa Intercontinental 1966 y el campeonato uruguayo 1967. Con Nacional los campeonatos uruguayos de 1955, 1956 y 1957. Integró las selecciones uruguayas que disputaron los campeonatos sudamericanos de 1955 (Chile), 1957 (Perú) y 1959 (Argentina), las eliminatorias para Suecia 1958 e Inglaterra 1966 y el Mundial de Inglaterra 1966. Conocido como el «Gallego» Taibo, logró títulos en las tres divisiones del fútbol uruguayo.

## Biografía
Fue el tercero de los cuatro hijos varones de los españoles José Taibo y Brígida Martínez. Sus padres tenían una panadería en el barrio Cerrito de la Victoria, donde trabajó de niño. Cuando tenía siete años se mudaron al barrio Bella Vista.
Comenzó a jugar en el club de baby fútbol Convenio y a los 14 años pasó a las inferiores de Bella Vista, que en ese entonces jugaba en Segunda División. Jugó en la tercera división del club, donde permaneció hasta 1949, cuando pasó a Nacional. Su hermano Juan Carlos Taibo, segundo de los cuatro hermanos, también jugó en Bella Vista y Nacional.
En 1950 y ya en Nacional, se lesionó un pulmón en un partido frente a Danubio en Parque Central. En su primer partido en el exterior, en Porto Alegre, vomitó sangre después de tirarse a los pies de un rival. Al constatarse la lesión mediante radiografía, se vio obligado a retirarse del fútbol hasta 1953, cuando jugó los tres últimos partidos de ese año. Tuvo otras lesiones pero, como capitán y con Nacional dirigido por Ondino Viera, obtuvo los campeonatos uruguayos de 1955, 1956 y 1957. En 1958 obtuvo el trofeo Teresa Herrera. En total jugó 152 partidos con Nacional.
En 1959 pasó a Huracán de Argentina, junto con otro arquero de Nacional, Juan Nelson Novasco. Jugó 41 partidos para el club argentino pero al año siguiente una lesión en la clavícula lo obligó a regresar a Uruguay.
Pasó a Montevideo Wanderers en 1961, club con el que logró el ascenso a Primera División en 1962 y jugó hasta 1966 cuando pasó a Peñarol, de la mano de Roque Gastón Máspoli. Con Peñarol obtuvo la Copa Libertadores 1966, la Copa Intercontinental 1966, como suplente de Ladislao Mazurkiewicz, y el campeonato uruguayo 1967. Por diferencias con Washington Cataldi se va del club en 1967.
En 1968 jugó en Sud América, en 1969 en Mar de Fondo, con el que obtuvo el ascenso a Segunda División y en 1970 se retiró del fútbol profesional en el Club Atlético Progreso.
Volvió a la actividad entre 1972 y 1975 jugando en torneos de OFI para el Club Nacional de Football de Juan González (cerca de Carmelo, Departamento de Colonia) con el que fue campeón de la divisional de ascenso y dos años seguidos campeón de la Primera División. Taibo llevó a jugar a este equipo a Alcides Ghiggia.
Con la selección uruguaya participó en los campeonatos sudamericanos de 1955 (Chile) (convocado por Juan Carlos Corazzo, 1957 (Perú) y 1959 (Argentina), las eliminatorias para Suecia 1958 e Inglaterra 1966 y el Mundial de Inglaterra 1966. En total jugó 31 partidos con la selección, entre marzo de 1955 y junio de 1966.
Como director técnico, dirigió a Bella Vista durante dos meses en 1962, Montevideo Wanderers en 1965, Sud América en 1968, River Plate en 1975, Cerro en 1976 y Colón.

## Clubes
| Club                                | País      | Año         |
| ----------------------------------- | --------- | ----------- |
| Bella Vista                         | Uruguay   | 1945 - 1949 |
| Nacional                            | Uruguay   | 1949 - 1959 |
| Huracán                             | Argentina | 1959 - 1960 |
| Montevideo Wanderers                | Uruguay   | 1961 - 1966 |
| Peñarol                             | Uruguay   | 1966 - 1967 |
| Sud América                         | Uruguay   | 1968        |
| Mar de Fondo                        | Uruguay   | 1969        |
| Progreso                            | Uruguay   | 1970        |
| Nacional de Juan González (Colonia) | Uruguay   | 1972 - 1975 |